# Uprava za zajednički razvoj Nigerije i Svetog Tome i Principa
Zajednička razvojna uprava Nigerije i Svetog Tome i Principa je organizacija osnovana 2001. godine ugovorom između Nigerije i Svetog Tome i Principea za reguliranje zajedničke razvojne zone duž pomorske granice dviju zemalja u zaljevu Biafra.

## Pozadina
Uprava za zajednički razvoj Nigerije i Sao Tome i Principa (eng. Nigeria–São Tomé and Príncipe Joint Development Authority, NSTPJDA) je organizacija osnovana 2001. ugovorom koji regulira zonu zajedničkog razvoja dviju zemalja u zaljevu Biafra, duž pomorske granice između Nigerije i Svetog Tome i Principa.
Zona zajedničkog razvoja je područje za koje se nagađa da je bogato rezervama nafte i plina. Budući da niti jedna zemlja nije mogla istražiti resurse u zoni bez uplitanja u pomorski teritorij druge zemlje, zemlje su se sporazumom dogovorile o stvaranju zajedničkog razvojnog tijela koje bi pomoglo objema zemljama da iskoriste gospodarski potencijal zone.
Ugovor između Savezne Republike Nigerije i Demokratske Republike Svetog Tome i Principa o zajedničkom razvoju nafte i drugih resursa u pogledu područja isključivog gospodarskog pojasa dviju država potpisan je u Abuji 21. veljače 2001. Glavni ured Joint Development Authority nalazi se u Abuji, Nigerija, čiji je račun za izgradnju zgrade u 2013. bio prenapuhan.
Godine 2015. Nigerija je razmatrala povlačenje iz zajedničkog pothvata, rekavši da je platila račune za posljednjih 5 godina i da se očekivanih 100 milijuna USD godišnje nije ostvarilo. Svetog Tome i Principa promijenili su interese zajedničkog pothvata na ribolov, jer su izgledi za naftu bili slabi.
Od 2016., Uprava je imala proračun od oko 12 milijuna USD godišnje i bilo je optužbi za financijske nepravilnosti. Od 2004. godine nije organizirao krug licenciranja.
Od 2018., Uprava je imala problema s financiranjem i mjesecima nije mogla plaćati osoblje, "unatoč tome što je skupila ukupno 300 milijuna dolara bonusa od istraživanja i iskorištavanja prirodnih resursa u 2001.".
Godine 2019. Međunarodno tajništvo Inicijative za transparentnost ekstraktivnih industrija zatražilo je "usklađivanje prihoda i objavljivanje kontekstualnih informacija" što je već tražilo 2015./2016. 

## Vanjske poveznice
- Official site (latest snapshot by Archive.org on 2018-04-25)
- Full text of treaty (alternative link - provided by the United Nations)
- Joint Development Zone references at the website of the Extractive Industries Transparency Initiative
- Luis Prazeres. 22. srpnja 2017. Why Nigeria-Sao Tome JDA needs restructuring (engleski). Pristupljeno 30. studenoga 2022.